# Cantó de Roura
El cantó de Roura és una antiga divisió administrativa francesa situat a la regió d'ultramar de la Guaiana Francesa. Va desaparèixer el 2015.

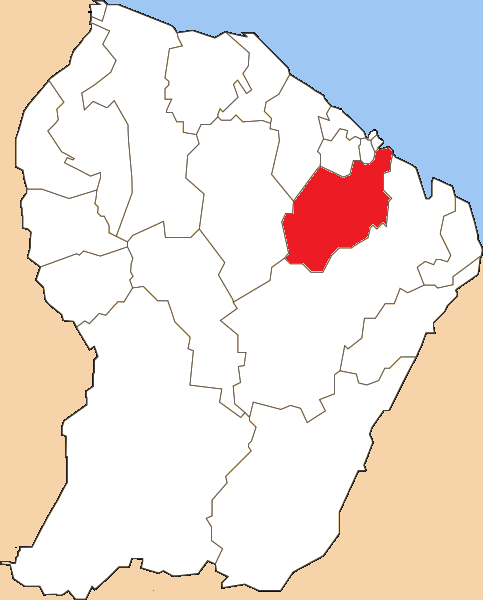
Cantó de Roura

## Composició
El cantó aplega la comuna de Roura:

## Història
| Data d'elecció                           | Identitat     | Partit | Qualitat |
| ---------------------------------------- | ------------- | ------ | -------- |
| 2001-2015                                | Claude Polony | UMP    |          |
| les dades anteriors no són pas conegudes |               |        |          |
|                                          |               |        |          |